# 秋田県道312号長岡冬師城内線
秋田県道312号長岡冬師城内線（あきたけんどう312ごう ながおかとうしじょうないせん）は、秋田県にかほ市から由利本荘市を通る一般県道である。

## 概要
にかほ市象潟町長岡から本荘由利広域農道と重複して路線が始まる。白雪川にある発電所・溜池地帯を通り、にかほ市冬師で本荘由利広域農道から東へ分岐する。冬師集落で秋田県道285号冬師西目線に合流して約300メートル先の冬師字赤坂まで県道285号線と重複して、赤坂からさらに南下すると谷地沢放牧場がある未改良区間が続き、終点に至る。

### 路線データ
- 総延長 : 17.125 km[2]
- 実延長 : 16.852 km[2]
- 起点 : 秋田県にかほ市象潟町長岡字前田163番1（秋田県道289号上郷仁賀保線交点）[3]北緯39度12分14.97秒 東経139度56分58.66秒
- 終点 : 秋田県由利本荘市矢島町城内字谷地沢71番3（秋田県道32号仁賀保矢島館合線交点）[3]北緯39度12分50.3秒 東経140度4分31.82秒
- 未供用区間 : なし[2]

## 歴史
- 1995年（平成7年）4月1日 - 秋田県道に認定される[3]。

## 路線状況

### 重複区間
- 秋田県道285号冬師西目線（にかほ市冬師字冬師 - にかほ市冬師字赤坂）、273 m
- 本荘由利広域農道（にかほ市象潟町長岡字前田・起点 - にかほ市冬師）

### 冬期閉鎖区間
- 区間 : にかほ市冬師 - 由利本荘市矢島町城内[4]
  - 期日 : 11月中旬 - 翌年5月[5]

### 交通不能区間
- なし[6]

## 地理

### 通過する自治体
- にかほ市 - 由利本荘市

### 交差する道路
| 施設名 | 接続路線名                   | 備考                        | 所在地                                                                    |
| ------ | ---------------------------- | --------------------------- | ------------------------------------------------------------------------- |
|        | 秋田県道289号上郷仁賀保線    | 起点 本荘由利広域農道・終点 | にかほ市象潟町長岡字前田                                                  |
|        | 本荘由利広域農道             |                             | にかほ市冬師北緯39度13分8.8秒 東経140度1分38.6秒                          |
|        | 秋田県道285号冬師西目線      | 県道285号起点               | にかほ市冬師字冬師 にかほ市冬師字赤坂北緯39度13分5.7秒 東経140度1分57.1秒 |
|        | 秋田県道32号仁賀保矢島館合線 | 終点                        | 由利本荘市矢島町城内字谷地沢                                              |

### 沿線の施設など
- 白雪川
- 白雪発電所
- 小出発電所
- 谷地沢放牧場